# Stichting Thomas More
De Stichting Thomas More (in 1905 opgericht als Sint-Radboudstichting, van 1968 tot 2010 Radboudstichting Wetenschappelijk Onderwijsfonds genaamd) is een Nederlandse onafhankelijke charitatieve instelling voor het hoger onderwijs. Zij wil een brede academische vorming stimuleren vanuit de rooms-katholieke levensbeschouwing door middel van de volgende activiteiten:
- Lezingen, summer-schools en symposia voor een breed publiek.
- Diverse soorten themabijeenkomsten voor kleine groepen professionals.
- Studieprogramma voor studenten die deelnemen aan honoursprogramma’s aan diverse Nederlandse universiteiten.
- Expertseminars en studiereizen voor academici uit het netwerk.
- Het benoemen van bijzonder hoogleraren aan diverse Nederlandse universiteiten.

De Stichting Thomas More is een zelfstandige instelling die geen subsidie van de overheid ontvangt. Alle activiteiten worden gefinancierd door giften. Het secretariaat is gevestigd in Den Bosch. 

## Geschiedenis
De intellectuele emancipatie van het katholieke bevolkingsdeel bevorderen was in 1905 de reden voor de Nederlandse bisschoppen om de Sint-Radboudstichting op te richten. De naam van Radboud werd gekozen omdat deze heilige uit de 10e eeuw behalve bisschop van Utrecht ook dichter, pastor, historicus en componist was; een veelzijdig gevormd en geleerd man naar het oordeel van de bisschoppen. Om een dergelijke vorming voor een brede laag van de bevolking mogelijk te maken, deed de Sint-Radboudstichting haar best om een katholieke universiteit op te richten, wat in 1923 werkelijkheid werd met de stichting van de Katholieke Universiteit Nijmegen.
Toen de overheid in de jaren 60 de financiering van die universiteit overnam, sloeg de Radboudstichting - sinds 1968 zonder voorvoegsel Sint- en met de toevoeging Wetenschappelijk Onderwijsfonds - nieuwe wegen in. Zij wilde aanwezig zijn aan de openbare universiteiten door het inrichten van bijzondere leerstoelen. Ook ontwikkelde zij het beurzenprogramma en activiteiten voor het hbo.
Hoger onderwijs is in een halve eeuw toegankelijk geworden voor katholieken. De Radboudstichting heeft deze taak inmiddels een aangepaste invulling gegeven: de katholieke levensbeschouwing op vruchtbare en wetenschappelijke manier bij het hoger onderwijs betrekken.
In 2004 werd de naam Katholieke Universiteit Nijmegen gewijzigd in Radboud Universiteit Nijmegen (hoewel zij statutair Katholieke Universiteit bleef) om een betere internationale uitstraling te krijgen; daarbij koos men voor de naam van de Radboudstichting. Onder meer vanwege de toenemende naamsverwarring met de universiteit werd de naam van de stichting per 20 maart 2010 gewijzigd in Stichting Thomas More. Voor de naam van Thomas More werd gekozen omdat deze veelzijdige, gelovige humanist actief was in het spanningsveld van samenleving, wetenschap en levensbeschouwing, waarin precies ook de activiteiten van de stichting zich bewegen, zo oordeelde het bestuur.
De huidige bijzonder hoogleraren van de Radboudstichting zijn:
- Prof. dr. Rudi te Velde (Universiteit Tilburg)
- Prof. dr. Ruud Welten (Erasmus Universiteit Rotterdam)
- Prof. dr. ing. René Munnik (Universiteit Twente)
- Prof. dr. Ciano Aydin (Technische Universiteit Delft)

Prof. dr. Wim Kremer is voorzitter van de stichting. Een ander bestuurslid is mgr. drs. Everard de Jong.